# 1988 VO1
1988 VO1 är en asteroid i huvudbältet som upptäcktes den 2 november 1988 av de båda japanska astronomerna Seiji Ueda och Hiroshi Kaneda i Kushiro.
Den tillhör asteroidgruppen Vesta.